# واين غاندي
واين غاندي (بالإنجليزية: Wayne Gandy) هو لاعب كرة قدم أمريكية أمريكي، ولد في 10 فبراير 1971 في هينز سيتي في الولايات المتحدة.

## وصلات خارجية
- واين غاندي على موقع مرجع كرة القدم المحترفة.كوم (الإنجليزية)